# Agudus miriamae
Agudus miriamae är en insektsart som beskrevs av Keti Maria Rocha Zanol 1999. Agudus miriamae ingår i släktet Agudus och familjen dvärgstritar. Inga underarter finns listade i Catalogue of Life.